# Châu Âu bị Đức chiếm đóng
Châu Âu bị Đức chiếm đóng đề cập đến các quốc gia có chủ quyền ở châu Âu bị chiếm đóng toàn bộ hoặc một phần và chiếm đóng dân sự (bao gồm cả các chính phủ bù nhìn) bởi các lực lượng quân sự và chính phủ Đức Quốc xã vào các thời điểm khác nhau từ 1939 đến 1945, trong và ngay trước Thế chiến II, thường được quản lý bởi chế độ Đức quốc xã. Wehrmacht của Đức chiếm các lãnh thổ châu Âu theo địa lý:
- Cực phía đông: thị trấn Mozdok ở bắc Kavkaz ở Liên Xô.
- Cực phía bắc: khu định cư Barentsburg tại Svalbard ở Vương quốc Na Uy .
- Cực phía nam: hòn đảo Gavdos ở Vương quốc Hy Lạp .
- Cực phía tây: hòn đảo Ushant ở Cộng hòa Pháp.

Bên ngoài châu Âu, các lực lượng Đức kiểm soát các khu vực Bắc Phi ở Ai Cập, Libya và Tunisia từ 1940 đến 1945. Các nhà khoa học quân sự Đức đã thành lập căn cứ trạm thời tiết Schatzgräber ở phía bắc xa như vùng đất Alexandra ở Franz Josef Land - được cho là một phần của châu Á. Trạm thời tiết có người lái của Đức cũng hoạt động ở Bắc Mỹ (Greenland: Holzauge, Bassgeiger, Edelweiss base). Ngoài ra, các tàu Kriegsmarine của Đức hoạt động ở tất cả các đại dương trên thế giới trong suốt cuộc chiến.
Một số quốc gia do Đức chiếm đóng ban đầu tham gia Thế chiến II với tư cách là Đồng minh của Vương quốc Anh hoặc Liên Xô. Một số buộc phải đầu hàng trước khi chiến tranh bùng nổ chẳng hạn như Tiệp Khắc; những quốc gia khác như Ba Lan (bị xâm lược vào ngày 1 tháng 9 năm 1939) bị chinh phục trong trận chiến và sau đó bị chiếm đóng. Trong một số trường hợp, các chính phủ lưu vong phải lưu vong, trong những trường hợp khác, các chính phủ lưu vong được thành lập bởi chính công dân của họ ở các nước đồng minh khác. Một số quốc gia bị Đức Quốc xã chiếm đóng đã chính thức trung lập. Những người khác từng là thành viên của phe Trục mà sau đó bị quân Đức chiếm đóng, chẳng hạn như Phần Lan, Tây Ban Nha và Hungary.